# Abraam Firkovič

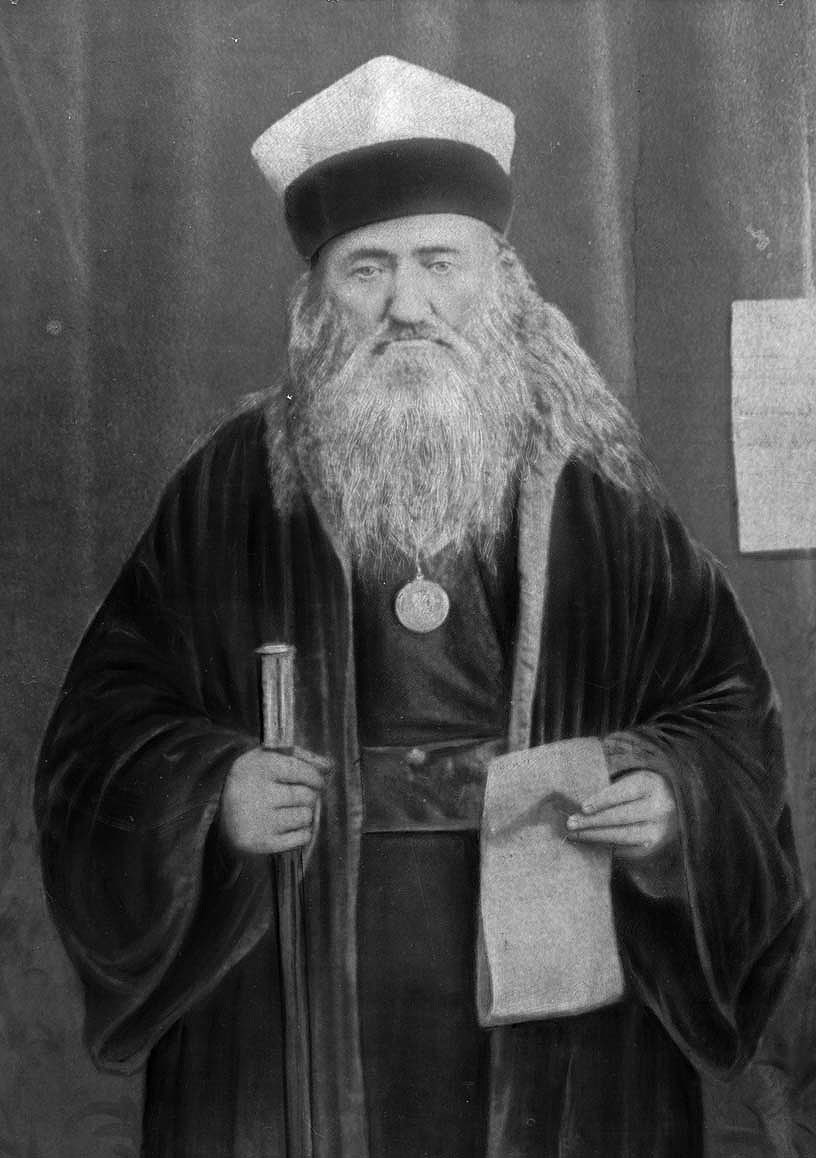
Ritratto di Abraam Firkovič

Abraam (Avraham) ben Samuel Firkovič (in ebraico אברהם בן שמואל‎?; Luc'k, 27 settembre 1786 – Chufut-Kale, 7 giugno 1874) è stato un rabbino, scrittore e archeologo russo di cultura ebraica caraita.
Abraam (Avraham) ben Samuel Firkovič (in Karayce: Аврагъам Фиркович - Avragham Firkovich) fu un famoso scrittore caraita originario dell'Oblast' di Volinia, all'epoca appartenente alla Russia e oggi all'Ucraina.
Fu anche un archeologo e collezionò antichi manoscritti, radunandone una parte proveniente dalla Geniza del Cairo che oggi fa parte di un apposito Fondo nella Biblioteca nazionale russa di San Pietroburgo.

Hakham caraita, si trasferì dalla natia Volinia in Lituania, finendo infine col risiedere a Çufut Qale (Crimea).
Gabriel Firkovič di Troki fu suo genero.

## Biografia

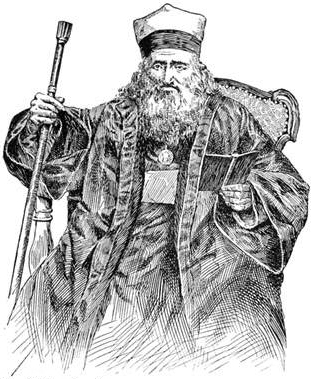
Abraam Firkovič, data sconosciuta (Dall'edizione del 1901-1906 della Jewish Encyclopedia).

All'età di 25 anni ebbe importanti problemi economici e cominciò allora a studiare la lingua ebraica, la Torah e altri testi sacri dell'Ebraismo. Nel 1818 fu nominato chazzan della comunità caraita crimeana di Luc'k. A causa di un dissenso con un chazzan più anziano, lasciò la città ed emigrò a Eupatoria (Crimea), dove fu nominato Hakham nel 1823 e capo della locale comunità caraita. Nel 1825 inviò una lettera allo Czar, in cui proponeva l'insediamento della popolazione ebraica sulle frontiere russe, destinandola alla lavorazione dei campi, ma tale proposta fu respinta.
Nel 1828 si spostò a Berdyčiv, dove conobbe il Hasidismo e i testi ebraici che erano ritenuti inaccettabili dalla comunità caraita, al pari del Talmud. L'incontro con gli ebrei rabbinici portò Firkovič a entrare in conflitto con loro. Pubblicò allora un libretto, Massah e Meribah (Eupatoria, 1838), che portò a numerose affermazioni ostili al modo di vivere ebraico. Negli ultimi anni si riconciliò coi Rabbiniti e fece ammenda per le varie prese di posizione da lui espresse in quel pamphlet.
Nel 1830 visitò Gerusalemme, dove raccolse numerosi manoscritti ebraici. Sulla via del ritorno, rimase due anni a Costantinopoli, come docente della locale comunità caraita, che agiva liberamente nella capitale ottomana. Si recò quindi in Crimea e dette vita a una società che si curava della pubblicazione di antiche opere caraite, numerose delle quali apparvero a Eupatoria (Koslov) con suoi commenti.
Nel 1838 divenne maestro dei figli di Sima Babovič, il capo dei caraiti russi di Crimea, che un anno dopo lo raccomandò al Conte Voroncov a alla Società Storica di Odessa come persona affidabile cui inviare materiale da raccogliere sulla storia dei caraiti crimeani.
Nel 1839, Firkovič avviò scavi nell'antico cimitero di Çufut Qale, e dissotterrò molte vecchie lapidi, affermando che alcune di esse risalivano ai primi secoli dell'era volgare (CE). I due seguenti anni furono caratterizzati da viaggi nel Caucaso, dove egli saccheggiò le genizot delle vecchie comunità ebraiche e recuperò numerosi importanti manoscritti. Si recò poi a Derbent per tornarvi nel 1842. 

Negli anni successivi fece altri viaggi della stessa natura, visitando l'Egitto e altri Paesi. A Odessa divenne amico di Bezalel Stern e Simcha Pinsker e, mentre soggiornava a Vilnius, fece la conoscenza di Fuenn e di altri studiosi ebrei. Nel 1871 visitò la piccola comunità caraita di Halyč, Galizia, in cui promosse diverse riforme. Da lì si spostò a Vienna, dove fu presentato al Conte von Beust, incontrando anche Adolph Jellinek. Tornò poi nei suoi ultimi anni a Çufut Qale, della quale rimangono oggi solo poche costruzioni e numerose rovine. Tuttavia la casa di Firkovič si conserva ancora in quel sito.
Firkovič collezionò un grande numero di manoscritti ebraici, arabi e samaritani, acquisiti nel corso dei suoi viaggi alla ricerca delle tracce dei suoi correligionari. Essi comprendono migliaia di documenti ebraici di varie parti dell'Impero russo, diventati conosciuti come Prima Collezione Firkovič. La sua Seconda Collezione comprende materiale raccolto nel Vicino Oriente. La sua visita in queste ultime aree precedette quella che trenta anni più tardi effettuò Solomon Schechter nel suo famoso viaggio in Egitto che portò alla scoperta degli immensi materiali della Geniza del Cairo. Sebbene questa Seconda Collezione Firkovič contenga solo 13 700 titoli, rispetto ai circa 140 000 di Schechter, i documenti Firkovič sono considerati importanti anche per la loro integrità, sebbene siano tuttora non studiati convenientemente.
Come risultato delle sue ricerche, egli insistette sulle origini dei Caraiti crimeani, convincendosi che essi erano discendenti dei maestri israeliti (in gran parte delle tribù di Simeone e Levi e delle loro guardie del corpo carie di Caphtor - discendente da Mizraim (Egitto) figlio di Ham)  arrivati in Crimea per convertire gli indigeni prima dell'età volgare (quindi non colpevoli per la crocifissione di Gesù.

Le sue teorie convinsero la corte imperiale zarista russa che i Caraiti di Crimea non potessero essere accusati della morte di Gesù, escludendoli pertanto da ogni forma restrittiva e di discriminazione anti-giudaica.
Dopo la sua morte ne 1874, la Collezione di Firkovič fu acquistata dall'attuale Biblioteca nazionale russa (all'epoca Biblioteca pubblica imperiale, fondata da Caterina II di Russia nel 1795).
Tra i tesori manoscritti ospitati nella collezione Firkovič vi è il testo del Giardino delle metafore, un elogio estetico della letteratura biblica scritto in giudeo-arabo da uno dei maggiori poeti sefarditi, Moses ibn Ezra.
Probabilmente il più grande servigio reso da Firkovič agli studi ebraistici vi fu l'esaltazione dell'interesse per la storia e la letteratura caraita, che portò al dibattito sulle scoperte da lui vantate. I suoi contributi personali al tema sono in maggior parte di natura bibliografica, anche se occorre gran cautela nell'utilizzare i suoi materiali.

## Opere
L'opera più importante di Firkovič è il suo Abne Zikkaron, contenente i testi delle iscrizioni da lui scoperte (Vilnius, 1872). Essa è preceduta da una lunga descrizione dei suoi viaggi in Daghestan, caratterizzata secondo Strack da una commistione di verità e finzione.
 Altri suoi sono Ḥotam Toknit, una polemica antirabbinica che è collegata alla sua edizione dei Mibḥar Yesharim di Aaron il Vecchio (Koslov, 1835); Ebel Kabod, sulla morte di sua moglie e di suo figlio Jacob (Odessa, 1866); e Bene Reshef, saggi e poemi pubblicati da Peretz Smolenskin (Vienna, 1871).

## Collezioni
Abraam Firkovič collezionò numerose distinte collezioni di documenti. La Collezione Firkovič ospita all'incirca 15000 titoli, molti dei quali frammentari.

### La Collezione Odessa
Tale collezione contiene materiale proveniente dalla Crimea e dal Caucaso. Fu in gran parte raccolta tra il 1839 e il 1840. con ulteriori arricchimenti di Firkovič fino alla fine del 1852. Fu inizialmente proprietà della Società di storia e antichità di Odessa e fu ospitata nel Museo di Odessa.
Alcuni di questi documenti si sono deteriorati a causa del trattamento chimico operato da Firkovič. Altri documenti, sospettati di essere falsificati, sono scomparsi, ma Firkovič affermò che erano stati rubati. La Collezione fu spostata nella Biblioteca pubblica imperiale nel 1863.
Nel 1844 lo storico russo Arist Aristovič Kunik - un importante esponente anti-revisionista - e Bezalel Stern, un influente Maskil russo, studiarono e descrissero parzialmente il materiale.
In breve essi stabilirono che le scoperte includevano la maggior parte dei manoscritti descritti nell'opera di Pinner, Prospectus der Odessaer Gesellschaft für Geschichte und Alterthum Gehörenden Aeltesten Hebräischen und Rabbinischen Manuscripte (Odessa, 1845), un lavoro abbastanza raro succintamente descritto nella "Literaturblatt des Orients" for 1847, No. 2. Questi manoscritti consistono in:
- Quindici rotoli di Legge, con poscritti che forniscono, secondo l'uso caraita, la data e il luogo della scrittura, il nome del copista o del correttore o altri dati interessanti.
- Venti copie dei libri della Bibbia estranei al Pentateuco, alcuni completi, altri frammentari, di uno dei quali, il Libro di Abacuc, datato 916, viene fornito un facsimile.
- Nove numeri di manoscritti talmudici e rabbinici.

### La Prima Collezione
Contiene materiale della Crimea e del Caucaso, largamente raccolti tra il 1839 e il 1941. Essa fu acquistata dalla Biblioteca pubblica imperiale nel 1862.

### La Collezione Samaritana
Un'altra collezione di 317 manoscritti Samaritani, acquistata a Nablus, giunse nell'Accademia Imperiale di San Pietroburgo nel 1867 (cfr. Furst, Geschichte des Karäerthums, III, pp. 176, Leipsic, 1869)
Nel 1864 Firkovič acquisì una vasta collezione di documenti samaritani a Nablus. Vendette poi questa collezione alla Biblioteca pubblica imperiale nel 1870. La collezione comprende 1 350 titoli.

### La Seconda Collezione
Contiene materiali raccolti in Vicino Oriente. Il materiale fu raccolto tra il 1863 e il 1865. Firkovič li rintracciò a Gerusalemme, Aleppo e al Cairo. Firkovič nascose dove egli avesse ottenuto quei documenti. Nella capitale egiziana raccolse manoscritti, interi o frammentari, provenienti dalla Geniza del Cairo trenta anni prima che Solomon Schechter ne venisse a conoscenza. Firkovič cedette la sua collezione alla Biblioteca pubblica imperiale di San Pietroburgo nel 1873.

## Accuse di falsificazione
Firkovič fu accusato da alcuni di falsificazione del materiale prodotto, per sostenere la causa dei Caraiti. Egli avrebbe eliminato, secondo le accuse, qualsiasi collegamento tra l'Ebraismo rabbinico e il Caraismo, sostenendo che quest'ultimo discendeva dalle dieci tribù perdute. Firkovič presentò una petizione al governo zarista perché esentasse i Caraiti dall'osservanza delle leggi anti-ebraiche. Sulla base del fatto che i Caraiti erano immigrati in Europa prima della crocifissione di Gesù, i Caraiti dovevano a suo giudizio non essere ritenuti responsabili della sua morte. Azione che ebbe un esito positivo.
Solomon Judah Loeb Rapoport ha attirato l'attenzione su alcune illogicità delle iscrizioni; mentre A. Geiger nella sua Jüdische Zeitschrift (1865, p. 166), Schorr in He-Ḥaluẓ, e A. Neubauer nel Journal Asiatique (1862–63) e nel suo lavoro Aus der Petersburger Bibliothek (Leipzig, 1866), hanno obiettato sulla correttezza dei fatti e delle teorie per cui Jost, Julius Fürst e Heinrich Grätz, nei loro scritti sui Caraiti, tratte dal "Liḳḳuṭe Ḳadmoniyyot" di Pinsker, i cui dati forniti da Firkovič venivano accettati senza esitazione. Ulteriori critiche furono avanzate da Strack e Abraham Harkavy (San Pietroburgo, 1875) nel Catalog der Hebr. Bibelhandschriften der Kaiserlichen Oeffentlichen Bibliothek in St. Petersburg; nell'Altjüdische Denkmäler aus der Krim di Harkavy (ibid. 1876); nell'A. Firkowitsch und Seine Entdeckungen di Strack (Lipsia, 1876); nell'Aḥare Reshet le-Baḳḳer (Ha-Shaḥar, VII, 646 e ss.) di Fränkel; nel Massa' Ḳrim di Deinard (Varsavia, 1878); e altrove.
Invece, tra i giudizi più simpatetici per Firkovič, Chwolson, fornisce un riassunto della sua posizione, dopo aver considerato ogni controversia, in cui Firkovič avrebbe avuto ragione nel dimostrare che alcune delle lapidi cimiteriali ebraiche di Chufut-Kale sarebbero databili a prima del VII secolo, e che apparentemente le moderne forme di eulogia e il sistema di datare basandosi sull'era della Creazione secondo gli israeliti erano in voga fra gli ebrei assai prima di quanto non fosse stato fino ad allora sospettato. Anche Chwolson lo difese, ma fu costretto a riconoscere che in alcuni casi Firkovič aveva fatto ricorso alla falsificazione dei dati. Nel suo Corpus Inscriptiorum Hebraicarum (San Pietroburgo, 1882; ed. russa, ibid. 1884) Chwolson cerca di provare che la Collezione Firkovič, specialmente gli epitaffi delle lapidi cimiteriali, contenevano dati sostanzialmente genuini.
Nel 1980 V. V. Lebedev investigò sulla Collezione Firkovič e giunse alla conclusione che quelle falsificazioni non potevano essere attribuite a Firkovič, quanto piuttosto ai precedenti proprietari del materiale, nel tentativo di far levitare il prezzo dei manoscritti.
Per molti anni i manoscritti furono inaccessibili agli studiosi occidentali. La consistenza delle falsificazioni di Firkovič è tuttora indeterminata. I materiali di Firkovich esigono un attento esame, da condurre caso per caso. La sua raccolta rimane comunque di grande rilevanza per gli studiosi di studi ebraistici e non solo, visto che nel materiale proveniente dalla Geniza del Cairo gli apporti sulle culture islamica e cristiana-copta possono avere una fortissima rilevanza.